# Corycera
Corycera is een geslacht van wantsen uit de familie van de Tingidae (Netwantsen). Het geslacht werd voor het eerst wetenschappelijk beschreven door Carl John Drake in 1922.

## Soorten
Het genus bevat de volgende soorten:

- Corycera abrupta Knudson, 2018
- Corycera alboater Drake & Hambleton, 1935
- Corycera albocosta (Drake, 1922)
- Corycera comptula Drake, 1922
- Corycera fallax Monte, 1942
- Corycera fortis Drake, 1942
- Corycera gibbosa Monte, 1938
- Corycera juncta Drake & Hambleton, 1944
- Corycera machaerii Drake & Hambleton, 1935
- Corycera panamensis Drake & Poor, 1938
- Corycera pusilla Monte, 1942
- Corycera rochalimai Monte, 1940
- Corycera rugulosa Drake, 1922
- Corycera schubarti Monte, 1946
- Corycera selvado Knudson, 2018
- Corycera separata (Drake & Hambleton, 1935)
- Corycera spissa Drake, 1935
- Corycera vallaris Drake, 1942
- Corycera zurdoi Knudson, 2018